# Сельское поселение «Энгорокское»
Се́льское поселе́ние «Энгорокское» — муниципальное образование в Хилокском районе Забайкальского края Российской Федерации.
Административный центр — село Энгорок.

## История
Статус и границы сельского поселения установлены Законом Читинской области от 19 мая 2004 года «Об установлении границ, наименований вновь образованных муниципальных образований и наделении их статусом сельского, городского поселения в Читинской области».

## Население
| 2010 | 2011 | 2012 | 2013 | 2014 | 2015 | 2016 |
| ---- | ---- | ---- | ---- | ---- | ---- | ---- |
| 171  | ↘170 | ↘163 | ↘160 | ↘159 | ↘155 | ↘153 |
| 2017 | 2018 | 2019 | 2020 | 2021 |      |      |
| ↘148 | ↘145 | ↘138 | ↗140 | ↘127 |      |      |

## Состав сельского поселения
| № | Населённый пункт | Тип населённого пункта       | Население |
| - | ---------------- | ---------------------------- | --------- |
| 1 | Энгорок          | село, административный центр | ↘127      |